# کتاب الاغانی
کتاب الاَغانی نوشته ابوالفرج اصفهانی، علی بن حسین بن محمد اموی قرشی شامل برگزیده آوازها و دانشنامه شعر و ادب و قصه‌ها و اساطیر و موسیقی عرب در عصر جاهلی و اموی و صدر دولت عباسی تا آخر قرن سوم هجری است. هر آواز را با شرح حال شاعر و خواننده و نوازنده و آهنگ ساز و تفصیل لحن آن ثبت کرده و وزن عروضی و مشکلات لغوی و مناسبات تاریخی و نوادر و حکایات مربوط به آن را در ذیل هر آواز بیان کرده‌است. تاریخ شروع تألیف اغانی معلوم نیست و در ثبت روایات نظم طبقاتی و تاریخی و الفبایی رعایت نشده‌است. الاغانی سند اصالت موسیقی ایرانی در فرهنگ عربی و بزرگ‌ترین و مشروح‌ترین مجموعه ادبی و بیانگر اوضاع اجتماعی و فرهنگی و زندگی درباری و شهری و صحرایی و وضع لباس و خوراک و خلقیات و آداب و عادات عرب است. نثر کتاب روان و فصیح است و از منابع موثق و مهم متون کلاسیک عربی است. اغانی جمع واژه أغنیه (به ضم یا کسر همزه و تشدید یا تخفیف یاء مفتوح) کلام موزون و آهنگینی است که به آواز و با ساز خوانده می‌شود. مترادف آن در فارسی ترانه است.
به‌علاوه خزانه افکار و لغات و مضامین و امثال و حکم و اشعار عربی رایج در فارسی است. افسانه‌های عشقی مانند لیلی و مجنون و اسامی عرایس الشعر مثل سعدی و سلمی و ثریا و... و اسامی منازل عرب در ادبیات فارسی غالباً از اغانی گرفته شده‌است. این دانشنامه نشان می‌دهد که موسیقی در پایتخت خلافت، هنر ایرانیان بوده و عود فارسی و اصطلاحات و تعالیم موسیقی را آنها در عربی رایج ساختند. خلاصه آنکه اغانی دانشنامه فرهنگ و هنر و ادبیات عرب قدیم و جامع اخباری است که در کتاب‌های اغانی قبل از او نوشته شده و سند عمده تاریخ تطور شعر و موسیقی در زبان عربی است.
از ویژگی‌های این کتاب نثر روان و فصیح آن است که آن را در شمار منابع موثق و مهم متون کلاسیک عربی قرار داده‌است. اغانی دانشنامه فرهنگ و ادبیات عرب قدیم و سند عمده تاریخ تطور شعر و موسیقی در زبان عربی است. روند انتقال از داستان‌های کهن به نو، از روایات شاهان به حکایات عامه مردم و از سخن جدی به طنز، خواننده را به خواندن کتاب مایل‌تر می‌سازد. البته کتاب او اثری تنها سرگرم‌کننده نیست، زیرا همه چیز در آن به شیوه‌ای عالمانه عرضه می‌شود. همه اطلاعات آن در نظر خود او اسنادی معتبر دارند و برای آنکه اعتبار علمی آنها بر همگان مسلم باشد لازم می‌آید همه را به سلسله سندی که حلقه‌های آن را بزرگ‌ترین دانشمندان زمان تشکیل می‌دهند، مستند سازد.
اما همین سلسله سندهای به‌ظاهر جدی و حدیث‌وار ابوالفرج بحث‌های درازدامن و پایان‌ناپذیری را برانگیخته‌است. یکی از بحث‌ها این است که سلسله سندها مسئله بسیار گنگ مآخذ و منابع اغانی را پدید می‌آورد. اولاً باید دید که این راویان کیان‌اند و تا چه حد می‌توان به روایاتشان اعتماد کرد؟ ثانیاً چرا همیشه این روایات «گفتاری» جلوه می‌کند، نه «نوشتاری»، حال آنکه ابوالفرج بارها و بارها پس از ذکر سلسله گفتاری سند، به کتابی اشاره می‌کند که روایت در آن مذکور بوده‌است. یاقوت در نقد این کتاب می‌گوید: مؤلف در این کتاب در بسیاری جاها وعده می‌دهد که مطلبی را دربارهٔ فلان شخص در جایی دیگر ذکر خواهد کرد، اما به این وعده عمل نمی‌کند. همچنین یادآور می‌شود که اصوات مذکور در این کتاب ۹۹ صوت است نه ۱۰۰ صوت که در ابتدای کتاب متذکر می‌شود.

## ویرایش و ترجمه
الاغانی نخستین بار در بولاق مصر (۱۲۸۵ ق / ۱۸۶۸ م) براساس نسخه‌های نامطمئن و ناقص در ۲۰ جلد به چاپ رسید. حدود ۲۰ سال پس از آن، خاورشناس آمریکایی، برونو روایاتی پراکنده از نسخه‌های خطی گوناگون گرد آورد و مجموعه آنها را به عنوان جلد ۲۱ اغانی به چاپ رسانید. چندی پس از انتشار جلد ۲۱، گویدی به تهیه فهرستی از همه مجلدات اغانی دست زد و به نام «فهرست‌های اغانی برحسب الفبا» در لیدن (۱۸۹۵- ۱۹۰۰ م) منتشر ساخت. اشارات و توضیحات در این فهرست، بسیار سودمند، و به زبان فرانسه است.
در ۱۳۲۳ ق/ ۱۹۰۵م بر اساس همان چاپ بولاق و تکمله برونو و فهارس گویدی چاپ جدیدی از اغانی در چاپ‌خانه تقدم قاهره انتشار یافت که به نام چاپ ساسی معروف است. سپس به سال ۱۳۳۴ ق طبع دیگری با مقدمه محمد شنقیطی در قاهره صورت گرفت. چاپ‌های دیگری هم از الاغانی در قاهره انتشار یافته است.
کیفیت اغانی چنان است که به آسانی ترجمه را برنمی‌تابد. به همین سبب یکی دو اقدامی که در این باب صورت گرفته، ناچار در همان آغاز کار متوقف شده‌است. نخستین آنها ترجمه به لاتین از کوزه گارتن ۱۸۴۰ م است، که از جلد اول آن فراتر نرفت. همین جلد توسط محمدحسین مشایخ فریدنی در دو جلد، جلد اول به سال ۱۳۵۶ ش و جلد دوم به سال ۱۳۶۴ ش، به چاپ رسید.

### ترجمهٔ فارسی
این کتاب با ترجمهٔ محمد مشایخ فریدنی در سال ۱۳۶۸ منتشر و در مراسم کتاب سال جمهوری اسلامی ایران به‌عنوان کتاب برگزیده معرفی شد.